# Parque nacional Montaña de Yoro
El Parque nacional Montaña de Yoro es un parque nacional en el país centroamericano de Honduras. Se estableció el 1 de enero de 1987 y cubre un área de 154,8 kilómetros cuadrados. Tiene una altitud de entre 1.800 y 2.245 metros. Administrativamente su territorio ocupa partes de los departamentos hondureños de Francisco Morazan y Yoro. Se trata de una meseta con bosques nublados. Recibe su nombre de un término de la lengua Mahuatl, puesto que Yoro viene de "Yolotl" que significa «corazón y centro».
```
Bosque nublado: Su principal característica es un exuberante bosque nublado, hogar de una gran diversidad de flora y fauna. 
* Biodiversidad: Encontrarás desde aves endémicas hasta mamíferos como el venado blanco.  
* Importancia hídrica: Es una importante fuente de agua para varias comunidades.
* Valor cultural: Su nombre proviene de la lengua Mahuatl y significa "corazón y centro".
```

Actividades:
```
* Senderismo: Numerosas rutas te permitirán explorar la montaña y disfrutar de la naturaleza.
* Observación de aves: Un paraíso para los amantes de la ornitología.
* Camping: Disfruta de una noche bajo las estrellas en medio de la naturaleza.
```

Biodiversidad única:
El parque alberga una gran variedad de flora y fauna, muchas de ellas endémicas. Entre las especies más destacadas encontramos:
```
* Aves: Quetzales, tucanes, colibríes y diversas especies de rapaces. 
* Mamíferos: Venados, jaguares, pumas, conejos y diversas especies de monos. 
* Flora: Orquídeas, bromelias, helechos y una gran variedad de árboles, como pinos y robles.
```